# بيت الزعم (الرجم)

تعديل مصدري - تعديل

بيت الزعم هي إحدى قرى عزلة بني عواض بمديرية الرجم التابعة لمحافظة المحويت، بلغ تعداد سكانها 92 نسمة حسب تعداد اليمن لعام 2004.